# Купалба, Гарри Сергеевич
Гарри Сергеевич Купалба (17 августа 1954, Гудаута) — абхазский военный и политический деятель, заместитель министра обороны Абхазии. Генерал-майор с 8 августа 2008. Глава Официального представительства Приднестровской Молдавской Республики в Республике Абхазия.

## Биография
Гарри Сергеевич Купалба родился 17 августа 1954 года в городе Гудаута. По национальности Абхаз. Окончил физико-математический факультет Сухумского государственного педагогического института. Работал учителем, ответственным секретарём Гудаутского районного отдела общества «Знание», инструктором Гудаутского райкома КПСС, затем заместителем председателя отдела пропаганды и агитации, председателем общего отдела, директором Гудаутского бюро занятости населения.
Во время войны 1992—1993 годов был заместителем командира роты, затем служил на руководящих должностях в системе военной разведки и контрразведки Абхазии, и в 1993—1995 был начальником отделения военной разведки министерства обороны.
С 1995 по 2011 — заместитель министра обороны Абхазии. С 1996 по 2000 год был членом Центризбиркома Абхазии, а с 2000 по 2003 год занимал должность председателя Центризбиркома РА.

### Семья
Женат. Воспитывает четверых детей.

### Дипломатический ранг
- Чрезвычайный и Полномочный Посланник II класса (8 ноября 2016)[4][5]

## Награды
- Орден Леона
- Орден «Ахьдз-апша» III степени (2014)[6]
- Орден «За заслуги» II степени (Приднестровье, 2006 год)[7]
- Медаль МИД Абхазии «За заслуги» (2013 год)[8]
- Медаль «15 лет Службе безопасности Президента Приднестровской Молдавской Республики»[9]
- Медаль «Министерству иностранных дел Республики Абхазия 30 лет» (2024)[10]
- Медаль «Генерал-лейтенант Дбар С. П.» (2024)[11]